# 1179 Mally
1179 Mally là một tiểu hành tinh vành đai chính, được phát hiện bởi Max Wolf ngày 19 tháng 3 năm 1931 và có tên chỉ định là 1931 FD. Nó được đặt theo tên cháu vợ của người phát hiện. Nó biến mất sau khi phát hiện nhưng được phát hiện trở lại năm 1986 bởi Lutz D. Schmadel, Richard Martin West và Hans-Emil Schuster.